# Popolarismo

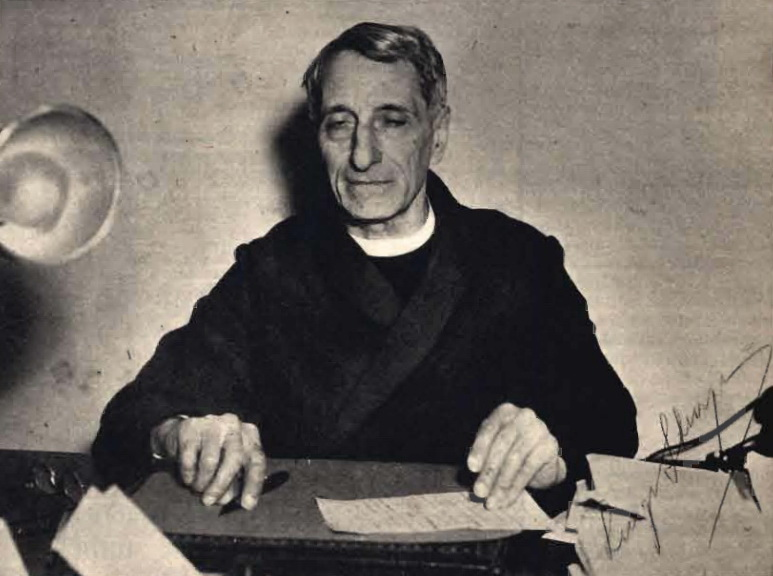
Don Luigi Sturzo nel 1950

Simbolo del Partito Popolare Italiano

Il popolarismo è una dottrina politica cristiana democratica ideata da don Luigi Sturzo, la cui affermazione si è avuta nel Partito Popolare Italiano (1919–1926) e successivamente nella Democrazia Cristiana (1943–1994). Si distingue dal cristianesimo sociale e dal conservatorismo sociale e non è da confondere con il populismo.
All'interno del cristianesimo democratico l'uso del nome «partito popolare» è alquanto diffuso, al punto che in Europa vi è la presenza del Partito Popolare Europeo. 
I popolari operano anche in quei Paesi dove non esiste una significativa componente cristiano democratica e sulle tematiche sociali tendono ad avere posizioni laiche e liberali  a differenza delle posizioni maggiormente conservatrici dei cristiano democratici che difendono posizioni identitarie e di autonomia nazionale rispetto all'universalismo cattolico.
Le espressioni «popolare» o «del popolo» in questo contesto hanno due significati distinti: il primo rappresenta l'idea che i partiti cristiano democratici dovrebbero cercare di promuovere il bene di tutti i membri della società, al contrario di soggetti che promuovono il bene di un gruppo specifico, cioè di una classe; il secondo si riferisce a una società in cui le persone vivono in armonia e dove le persone e i gruppi sono interessati alla cura gli uni degli altri.
A livello economico il popolarismo guarda all'economia sociale di mercato derivata dalla dottrina sociale della Chiesa cattolica. In definitiva si basa sulla cooperazione e collaborazione tra le classi sociali e non sull'antagonismo tra di esse, difendendo sia la proprietà privata, sia lo Stato sociale. Da ricordare la difesa della libertà economica da parte di don Sturzo a inizio anni Cinquanta, contro un eccessivo statalismo. I seguaci di tale teoria, specie nelle sue incarnazioni all'interno del Partito Popolare Italiano e della Democrazia Cristiana, sono stati ribattezzati «popolari».